# ويليام تشارلز سالمون
ويليام تشارلز سالمون هو قاضي ومحامي وسياسي أمريكي، ولد في 3 أبريل 1868 في باريس في الولايات المتحدة، وتوفي في 13 مايو 1925 في واشنطن العاصمة في الولايات المتحدة. نشط حزبياً في الحزب الديمقراطي. وقد انتخب عضو مجلس النواب الأمريكي ‏.